# Eriks
Eriks N.V. ist ein niederländisches Großhandelsunternehmen, das unter anderem Maschinenelemente, Industriearmaturen, Antriebstechnik und Schutzausrüstungen vertreibt.
Neben dem Vertrieb von Produkten verschiedener Fremdmarken entwickelt das Unternehmen auch eigene Produkte und vertreibt sie unter dem Namen mehrerer Eigenmarken. Der Großhändler ist vornehmlich in Europa und den Vereinigten Staaten aktiv, unterhält aber auch Niederlassungen im asiatischen Raum. Die Anteile an Eriks werden durch die US-amerikanische Investmentgesellschaft Lone Star gehalten.

## Geschichte
Das Unternehmen wurde 1940 von Arie Eriks gegründet, der zu diesem Zeitpunkt begann, Dichtungen, Riemen und Schläuche an die milchverarbeitende Industrie zu vertreiben. Niederlassungen wurden in Rotterdam, Enschede, Eindhoven, Roermond sowie Belgien und Frankreich eröffnet. Im Jahr 1977 ging Eriks an die Amsterdamer Börse. Mit der Übernahme von Eriks durch die SHV Holdings endete die Börsennotierung 2009. Im Jahr 2024 übernahm Lone Star Funds Eriks vom bisherigen Anteilseigner SHV.